# 당리역
당리(사하구청)역(Dangni(Saha-gu Office)Station, 堂里(沙下區廳)驛)은 대한민국 부산광역시 사하구 당리동과 하단동에 걸쳐 있는 부산 도시철도 1호선의 지하철역이다. 인근에 사하구청이 있다.

## 역사
- 1994년 6월 23일 : 부산 도시철도 1호선 개통과 함께 영업 개시

## 역 구조
2면 2선식의 상대식 승강장으로 운영된다. 스크린도어가 설치되어 있다. 출구는 6개다. 1·3·5·6번 출구는 당리동에 있고, 2·4번 출구는 하단동에 있다.
- 반대편횡단: 불가능

### 승강장
| 하단 ↑ |
| \| 상  |
| ↓ 사하 |

| 상행 | ● 부산 도시철도 1호선 | 하단 · 신평 · 다대포해수욕장 방면 |
| 하행 | ● 부산 도시철도 1호선 | 부산역 · 서면 · 노포 방면         |

## 역 주변
- 사하구청
- 서한병원
- 하단로터리
- 낙동초등학교
- 당리초등학교
- 당리중학교
- 당리동 행정복지센터
- 하단시장
- 대광고등학교
- 당리삼창아파트
- 당리푸르지오아파트

## 승차량 변동
| 역 노선 | 승차 인원 | 승차 인원 | 승차 인원 | 승차 인원 | 승차 인원 | 승차 인원 | 승차 인원 | 승차 인원 | 승차 인원 | 승차 인원 | 승차 인원 | 승차 인원 | 승차 인원 | 승차 인원 | 주 석 |
| 역 노선 | 2002년    | 2003년    | 2004년    | 2005년    | 2006년    | 2007년    | 2008년    | 2009년    | 2010년    | 2011년    | 2012년    | 2013년    | 2014년    | 2015년    | 주 석 |
| ------- | --------- | --------- | --------- | --------- | --------- | --------- | --------- | --------- | --------- | --------- | --------- | --------- | --------- | --------- | ----- |
| 1호선   | 6811      | 6435      | 6151      | 5768      | 5183      | 5056      | 5368      | 5334      | 5453      | 5892      | 5924      | 6128      | 6311      | 6284      | [ 1 ] |

## 인접한 역
| 부산 도시철도 1호선          | 부산 도시철도 1호선   | 부산 도시철도 1호선 |
| ---------------------------- | --------------------- | ------------------- |
| 102 하단 다대포해수욕장 방면 | ● 부산 도시철도 1호선 | 104 사하 노포 방면  |